# Richard M. Karp
Richard Manning Karp (* 3. ledna 1935) je počítačový vědec a teoretik na Kalifornské univerzitě v Berkeley, známý díky výzkumu teorie algoritmů, za kterou obdržel Turingovu cenu v roce 1985.

## Biografie
Narodil se v Bostonu ve státě Massachusetts. Má tři mladší sourozence: Roberta, Davida a Carolyn. Navštěvoval Harvardovu univerzitu, kde získal v roce 1956 bakalářský titul a v roce 1959 doktorát Ph.D. v oboru aplikovaná matematika.
Po ukončení studií začal pracovat ve firmě IBM. V roce 1968 se stal profesorem informatiky a matematiky na Kalifornské univerzitě v Berkeley.
Po čtyřech letech se jako profesor na Washingtonské univerzitě vrátil do Berkeley. V letech 1988-1995 a od roku 1999 až do současnosti působí také coby vědecký pracovník na International Computer Science Institute v Berkeley, kde momentálně vede skupinu, která se zabývá algoritmy. Obdržel také Národní vyznamenání za vědu.